# Voz (fonología)
La voz  (del latín: vox, vocis) se refiere, entre otras acepciones, «al sonido que el aire expelido de los pulmones produce al salir de la laringe, haciendo que vibren las cuerdas vocales», además de la «calidad, timbre o intensidad de este sonido». Consiste en el sonido producido por un ser humano haciendo uso de sus cuerdas vocales para hablar, cantar, reírse, gritar, chillar, etc. Su frecuencia oscila entre alrededor de 60 a 7000 hercios. 
Simplificando, el aparato fonador para generar la voz humana consiste en los órganos de respiración (las cavidades infraglóticas, es decir, pulmones, bronquios y tráquea); los órganos de fonación y resonancia (las cavidades glóticas, es decir, laringe, cuerdas vocales y resonadores -nasal, bucal y faríngeo) y los órganos de articulación (las cavidades supraglóticas, es decir, paladar, lengua, dientes, labios y glotis).

## Física
La física ha establecido que para que exista sonido se requieren tres elementos: un cuerpo que vibre, un soporte físico por el que pueda transmitirse, y una caja de resonancia que amplifique esas vibraciones, permitiendo que sean percibidas por el oído.

## La producción de la voz
La fonación se realiza durante la respiración, cuando el aire contenido en los pulmones, sale de estos por simple relajación de la caja torácica y el diafragma y, a través de los bronquios y la tráquea, llega a la laringe.
Hay cuatro cuerdas o pliegues vocales:
- Dos superiores (bandas ventriculares), que no participan en la articulación de la voz.
- Dos inferiores, las verdaderas cuerdas vocales, responsables de la producción de la voz.

Las dos cuerdas 
- Si se abren y se recogen a los lados, el aire pasa libremente, sin hacer presión: respiramos.
- Si, por el contrario, se juntan, el aire choca contra ellas, produciendo el sonido que denominamos voz.

Hay tres mecanismos básicos de producción de voz:
- Vibración de las cuerdas que produce los sonidos tonales o sonoros (vocales, semivocales, nasales, etc.).
- Las interrupciones (totales o parciales) en el flujo de aire que sale de los pulmones que da lugar a los sonidos «sordos» (fricativas), etc.
- La combinación de vibración e interrupción, como las oclusivas sonoras (en español 'b', 'd' y 'g').

El rango vocal lo determina la flexibilidad de las cuerdas vocales, que permite diferenciar los distintos tipos de voces (en canto: tenor, soprano, contralto, ...), en función de la altura, intensidad y timbre.
El sonido producido en las cuerdas vocales es muy débil; por ello, debe ser amplificado. Esta amplificación tendrá lugar en los resonadores nasal, bucal y faríngeo, donde se producen modificaciones que consisten en el aumento de la amplitud de ciertas  frecuencia  y la desvalorización de otros. 
La voz humana, una vez que sale de los resonadores, es moldeada por los articuladores (paladar, lengua, dientes, labios y glotis), transformándose en sonidos del habla: fonemas, sílabas, palabras, ... La posición concreta de los articuladores determinará el sonido que emita la voz.

## Voz natural
Toda persona que haga uso profesional de la palabra, debe tener su voz impostada, es decir, colocada correctamente. Impostar es fijar la voz en las cuerdas vocales para emitir el sonido en su plenitud sin vacilación, ni temblor. Cuando no lo está, se habla con esfuerzo y se producen trastornos que el orador debe evitar. Hablar con la voz impostada es hablar sin esfuerzo, con naturalidad, aprovechando al máximo las condiciones fisiológicas del aparato de fonación. 
La naturalidad de la voz consiste en apoyarla en la base de la caja torácica, respirando de manera que descienda la tráquea, el aire salga con libertad y produzca los sonidos con amplitud y en su mejor calidad. Esto requiere una educación especial que suele estar a cargo de médicos foniatras, profesores de canto u otros especialistas. Sólo así conseguirá el orador colocar su voz en un tono natural para mantener la palabra, por más tiempo sin fatigarse y matizarla con amplitud, en su grado óptimo.

### Las vocales
En la emisión de las vocales, la vibración de las cuerdas vocales no encuentra ningún obstáculo, cambiando entre ellas únicamente la forma del tracto vocálico (configuración boca lengua, paladar). Entre ellas, se diferencian en la apertura y el lugar de articulación.
En español si enfrentamos el lugar de articulación (desde la /i/ labial hasta la /u/ glotal) y la apertura, obtenemos la secuencia i-e-a-o-u en forma de triángulo con al /a/ en la cúspide. En otras lenguas, el sistema vocálico es a menudo mucho más complejo.

### Las consonantes
Para la emisión de las consonantes, el aparato fonador crea determinados obstáculos o barreras a la salida libre de la respiración. Las consonantes son moduladas por la lengua en combinación con los dientes, labios, y velo del paladar. 
Las consonantes se clasifican según el modo en que son articuladas o según la oclusión:

#### Consonantes según el modo en que se articulan
Las consonantes se producen por oposición de unos articuladores con respecto a otros. Es decir, si pensamos en la c, por poner una, la punta de la lengua se apoya entre los dientes, es decir, se articula por la oposición de la punta de la lengua con los dientes. 
Las consonantes glotales son las únicas en las que no se produce dicha oposición, dado que como la glotis es flexible, puede articularlas por sí misma.
- Glotales: consonantes articuladas en la propia glotis (sin cambios bucales ni nasales), mediante una compresión de la cavidad glotal con respecto a su punto de equilibrio.
- Bilabiales: se articulan por la oposición de ambos labios.(ej.: /b/ y /p/)
- Labiodentales: se articulan por la oposición de los dientes superiores con el labio inferior. (p. ej. /f/ y /v/)
- Linguodentales: se articulan por la oposición de la punta de la lengua con los dientes superiores. (p. ej. /d/)
- Alveolares: se articulan por la oposición de la punta de la lengua con la región alveolar del paladar. (p. ej. /g/)
- Palatales: se articulan por la oposición de la lengua con el paladar duro. (p. ej. sonido erre)
- Velares: se articulan por la oposición de la parte posterior de la lengua con el paladar blando. (p. ej. sonido jota).

#### Consonantes según la oclusión
- Oclusivas: el flujo es completamente obstruido durante un instante, y luego se suelta, para producir el sonido. Los sonidos /p/, /t/, /k/, /b/, /d/ y /g/ son oclusivos, los tres primeros son sordos y los segundos sonoros.
- Fricativas: el flujo de aire no se detiene totalmente, pero hay una obstrucción perceptible. Por ejemplo: /f/, /s/, /z/, etc.
- Aproximantes: el flujo de aire apenas es obstaculizado, pero hay una variación en el perceptible. Por ejemplo: /l/, /r/.

## Día Mundial de la Voz
El Día Mundial de la Voz se celebra en todo el mundo el 16 de abril. Distintos grupos promueven en todo el mundo este día por diversos medios con el objetivo de crear conciencia sobre la importancia del cuidado de la voz y la detección oportuna de las enfermedades que afectan a las cuerdas vocales.